# یسنیتسه (ناحیه پراگ-غرب)
یسنیتسه (به چکی: Jesenice) یک منطقهٔ مسکونی و شهرستان دارای شهرک سابقاً روستا در جمهوری چک است که در ناحیه پراگ-غرب واقع شده‌است. یسنیتسه ۱۷٫۵۲ کیلومتر مربع مساحت و ۸٬۲۲۸ نفر جمعیت دارد و ۳۵۸ متر بالاتر از سطح دریا واقع شده‌است.